# 1513
1513 (MDXIII) je bilo navadno leto, ki se je po julijanskem koledarju začelo na soboto.

## Dogodki
- 1. januar
- 9. marec - Papež Leon X. nasledi papeža Julija II. in postane 217. papež
- Magellan pristane na Guamu

## Rojstva
- 30. oktober - Jacques Amyot, francoski pisatelj († 1593)
- 23. december - Thomas Smith, angleški diplomat († 1577)

## Smrti
- 21. februar - Papež Julij II. (* 1443)